# Sibley (Dakota del Nord)
Sibley è un centro abitato (city) degli Stati Uniti, situato nella Contea di Barnes nello Stato del Dakota del Nord. Nel censimento del 2000 la popolazione era di 46 abitanti. La città è stata fondata nel 1959.

## Geografia fisica
Secondo i rilevamenti dell'United States Census Bureau, la località di Sibley si estende su una superficie di 0,10 km², tutti occupati da terre.

## Popolazione
Secondo il censimento del 2000, a Sibley vivevano 46 persone, ed erano presenti 14 gruppi familiari. La densità di popolazione era di 460 ab./km². Nel territorio comunale si trovavano 59 unità edificate. Per quanto riguarda la composizione etnica degli abitanti, il 100% era bianco.
Per quanto riguarda la suddivisione della popolazione in fasce d'età, il 19,6% era al di sotto dei 18, l'8,7% fra i 18 e i 24, l'8,7% fra i 25 e i 44, il 30,4% fra i 45 e i 64, mentre infine il 32,6% era al di sopra dei 65 anni di età. L'età media della popolazione era di 55 anni. Per ogni 100 donne residenti vivevano 100,0 maschi.